# Чжэн Бинь
Чжэн Бинь (кит. трад. 鄭斌, упр. 郑斌, пиньинь Zhèng Bīn; род. 4 июля 1977, Ухань, провинция Хубэй, КНР) — китайский футболист, выступавший на позициях левого полузащитника и нападающего. Выступал за национальную команду Китая на Кубке Азии по футболу 2004. В настоящее время — ассистент главного тренера клуба «Ухань Чжоэр», представляющего Суперлигу Китая розыгрыша 2019 года.

## Карьера игрока

### Молодёжная команда
Как и другие молодые одаренные игроки, Чжэн Бинь получил вызов в молодёжные команды Китая, а также попал в программу международных стажировок для молодых игроков, которую спонсировала команда «Цзяньлибао». В итоге игрок был приглашён в молодёжную команду, а после окончания программы вернулся в Ухань, где присоединился к клубу «Ухань Хунцзиньлун», где и начал профессиональную карьеру. В дебютном сезоне сыграл в шести матчах. В сезоне 1999 года стал стабильно включаться в основной состав, однако команда вылетела в низший дивизион.

### Шэньчжэнь Цзяньлибао
В следующих сезонах команда старалась получить повышение в классе, однако к игроку проявил интерес «Шэньчжэнь Цзяньлибао» и его главный тренер Чжу Гуанху. В итоге перед началом сезона 2003 года Чжан Бинь присоединился к новой команде. Переход оказался удачным и в дебютном сезоне игрок начал выходить
в основе, а во втором сезоне команда завоевала титул чемпиона Китая.

### Возвращение в Ухань
Несмотря на то, что клуб «Шэньчжэнь Цзяньлибао» только что выиграл титул, у команды возникли финансовые трудности, а его предыдущая команда получила повышение в классе и искала игроков для усиления. В итоге, «Ухань» заплатил за возвращение игрока 3,5 млн юаней, а Чжэн Бинь вновь оказался в родном городе. Возвращение вновь стало удачным для карьеры игрока, а команда выиграла в 2005 году Кубок Суперлиги Китая по футболу. Вскоре Чжэн стал капитаном команды до того момента, как команда неожиданно была распущена Китайской футбольной ассоциацией из-за инцидента после матча с «Бэйцзин Гоань» 27 сентября 2008 года и несогласия клубного руководства с выводами КФА.

### Возвращение в Шэньчжэнь
Оказавшись без клуба, Чжэн Бинь решил вернуться в Шэньчжэнь, где его прежний клуб был переименован в «Шэньчжэнь Шанцинъинь» перед началом сезона 2009 года. Несмотря на то, что он не был первым выбором на свою позицию, после нескольких удачных матчей стал игроком основного состава.

### В составе «Хубэй Ориентал»
В сезоне 2010 года новая команда из Уханя, «Хубэй Ориентал» вышла в первую лигу, а Чжэн вернулся в Ухань, где и провёл последний сезон в качестве игрока.

## Международная карьера
Чжэн Бинь дебютировал за национальную сборную Китая в товарищеском матче против команды Коста-Рики7 сентября 2003 года, в котором его команда проиграла со счётом 2—0. Несмотря на отрицательный результат, Чжэн стал игроком основного состава и принял участие в Кубок Азии по футболу 2004 года, где команда завоевала серебряные медали. Кроме того, принял участие в некоторых отборочных матчах к чемпионату мира, а также в Кубке Азии 2007, однако турнир завершился для сборной неудачно.

## Карьера тренера
Тренерскую карьеру начал в 2012 году в «Ухань Чжоэр», где в 2012—2014 годах был ассистентом главного тренера, а в 2014—2015 — главным тренером. С 2015 по 2017 годы был ассистентом главного тренера в «Хэбэй Чайна Форчун», а с 2018 года вновь вернулся в «Ухань Чжоэр».

## Достижения
Китай
- Серебряный призёр Кубка Азии по футболу: 2004

 Шэньчжэнь Цзяньлибао
- Чемпион Китая: 2004

 Ухань Хуанхэлоу
- Обладатель Кубка Суперлиги Китая : 2005